# 2003 год в театре
2003 год в театре

## События
- В Венеции после восьмилетней реставрации постановкой оперы Джузеппе Верди «Травиата» открылся театр «Ла Фениче», пострадавший в пожаре 1996 года.

### Постановки
- 22 февраля — «Завтрак у предводителя» И. С. Тургенева, постановка Антона Кузнецова, Саратовский театр драмы имени И. А. Слонова
- 30 мая — «Вий» по повести Н. В. Гоголя, Московский драматический театр имени А. С. Пушкина

### Театральные фестивали, конкурсы
- В Москве прошли V Международный театральный фестиваль имени А. П. Чехова и Международный театрально-телевизионный фестиваль «Молодость века».

## Деятели театра

### Скончались
- 25 января — Джозеф Александр Уолкер (род. 1935), афроамериканский драматург, сценарист, театральный режиссёр и актёр, лауреат премии «Тони»[1][2].
- 5 февраля, Санкт-Петербург — Антонина Шуранова, актриса театра и кино.
- 6 апреля, Москва — Александр Фатюшин, актёр театра и кино.
- 25 апреля, Москва — Владимир Маренков, актёр театра и кино.
- 24 мая, Воронеж — Римма Мануковская, актриса театра и кино, лауреат премии «Золотая маска» «За честь и достоинство» (1999).
- 1 июня, Москва — Евгений Матвеев, актёр театра и кино, режиссёр и сценарист, народный артист СССР (1974).
- 2 июня, Саратов — Валентина Ермакова, актриса театра и кино, театральный педагог, народная артистка СССР (1981).
- 26 октября — Леонид Филатов, Москва — актёр театра и кино, режиссёр, поэт и публицист, народный артист России (1995).
- ? — Нина Агапова, киноактриса.